# هناك مساحة كبيرة في القاع
«هناك مساحة كبيرة في القاع: دعوة لدخول مجال جديد للفيزياء»
كانت محاضرة ألقاها الفيزيائي ريتشارد فاينمان في الاجتماع السنوي للجمعية الفيزيائية الأمريكية في معهد كاليفورنيا للتكنولوجيا في 29 ديسمبر 1959. اعتبر فاينمان إمكانية التلاعب المباشر بالذرات الفردية كشكل أكثر صلابة من الكيمياء التركيبية المستخدمة في ذلك الوقت. على الرغم من إعادة طباعة نسخ من الخطاب في عدد قليل من المجلات الشعبية، إلا أنه ذهب دون أن يلاحظه أحد إلى حد كبير. لم تلهم البدايات المفاهيمية لمجال تكنولوجيا النانو. ابتداءً من الثمانينيات، شيد بها دعاة تقنية النانو لتأسيس المصداقية العلمية لعملهم.

## المفاهيم
اعتبر فاينمان أن بعض التداعيات هي القدرة العامة لمعالجة المادة على نطاق ذري. كان مهتمًا بشكل خاص بإمكانيات دوائر الكمبيوتر والمجاهر الأكثر كثافة التي يمكنها رؤية أشياء أصغر بكثير مما هو ممكن باستخدام المجاهر الإلكترونية الماسحة. تم إدراك هذه الأفكار لاحقًا من خلال استخدام مجهر المسح النفقي ومجهر القوة الذرية وأمثلة أخرى لمجهر المسح المجهري وأنظمة التخزين مثل Millipede، التي أنشأها باحثون في IBM.
اقترح فاينمان أيضًا أنه ينبغي أن يكون من الممكن، من حيث المبدأ صنع آلات بمقياس نانوي «ترتب الذرات بالطريقة التي نريدها» وتقوم بالتخليق الكيميائي عن طريق التلاعب الميكانيكي.
كما قدم إمكانية «ألة جزيئية»، وهي فكرة نسبها في المقال إلى صديقه وطالب الدراسات العليا ألبرت هيبس. تضمن هذا المفهوم بناء روبوت جراحي صغير قابل للبلع.
كتجربة فكرية، اقترح تطوير مجموعة من أيادي مناور ربع مقياس مقيدة بأيدي المشغل لبناء أدوات آلية بمقياس ربع مماثلة لتلك الموجودة في أي ورشة ماكينات. سيتم بعد ذلك استخدام هذه المجموعة من الأدوات الصغيرة من قبل الأيدي الصغيرة لبناء وتشغيل عشر مجموعات من الأيدي والأدوات ذات المقياس السادس عشر، وما إلى ذلك، لتبلغ ذروتها ربما في مليار مصنع صغير لتحقيق عمليات متوازية على نطاق واسع. يستخدم تشبيه المنساخ كطريقة لتصغير العناصر. كانت هذه الفكرة متوقعة جزئيًا، وصولاً إلى النطاق المجهري، من قبل مؤلف الخيال العلمي روبرت أ. هاينلين في قصته عام 1942 والدو. 
عندما تصبح الأحجام أصغ، سيتعين على المرء إعادة تصميم الأدوات لأن القوة النسبية للقوى المختلفة ستتغير. ستصبح الجاذبية أقل أهمية، وستصبح قوى فان دير فال مثل التوتر السطحي أكثر أهمية. ذكر فاينمان قضايا التوسع هذه خلال حديثه. لم يحاول أحد حتى الآن تنفيذ هذه التجربة الفكرية؛ تعمل بعض أنواع الإنزيمات البيولوجية ومجمعات الإنزيمات (خاصة الريبوسومات) كيميائيًا بطريقة قريبة من رؤية فاينمان.  ذكر فاينمان أيضًا في محاضرته أنه قد يكون من الأفضل في نهاية المطاف استخدام الزجاج أو البلاستيك لأن اتساقهما الأكبر سيتجنب المشاكل في النطاق الصغير جدًا (يتم فصل المعادن والبلورات إلى مجالات يسود فيها الهيكل الشبكي). قد يكون هذا سببًا جيدًا لتصنيع الآلات والإلكترونيات من الزجاج والبلاستيك. في الوقت الحاضر، هناك مكونات إلكترونية مصنوعة من كلتا المادتين. في الزجاج توجد كابلات الألياف الضوئية التي تضخم نبضات الضوء على فترات منتظمة، باستخدام الزجاج المخدر بعنصر الإربيوم النادر. يتم تقطيع الزجاج المخدر إلى الألياف ويتم ضخه بواسطة ليزر يعمل بتردد مختلف. في البلاستيك، تُصنع ترانزستورات التأثير الميداني من البولي ثيوفين، وهو بوليمر اخترعه آلان جيه. يصبح موصلًا كهربائيًا عند التأكسد. بحلول عام 2016، أدى عامل بعمر 20 فقط في تنقل الإلكترون إلى فصل البلاستيك عن السيليكون. 

## التحديات
في الاجتماع اختتم فاينمان حديثه بتحديين وقدم جائزة قدرها 1000 دولار لأول من يحل كل منهما. تضمن التحدي الأول بناء محرك صغير، والذي أثار دهشة فاينمان، انجز بحلول نوفمبر 1960 من قبل خريج معهد كاليفورنيا للتكنولوجيا ويليام ماكليلان، وهو حرفي دقيق، باستخدام أدوات تقليدية. استوفى المحرك الشروط، لكنه لم يتقدم في الفن. تضمن التحدي الثاني إمكانية تصغير الحروف الصغيرة بما يكفي بحيث تكون قادرة على ملائمة موسوعة بريتانيكا بأكملها على رأس دبوس، عن طريق كتابة المعلومات من صفحة كتاب على سطح أصغر بمقدار 1/25000 من المقياس الخطي. في عام 1985، نجح توم نيومان، وهو طالب دراسات عليا في جامعة ستانفورد، في تقليص الفقرة الأولى من قصة مدينتين بمقدار 1/25000، وحصل على جائزة فاينمان الثانية.   كان مستشار أطروحة نيومان، ر. فابيان قد قرأ الورقة في عام 1966، ولكن كان طالبًا آخر متخرجًا في المختبر، كين بولاسكو، الذي قرأها مؤخرًا هو الذي اقترح محاولة التحدي. كان نيومان يبحث عن نمط عشوائي عشوائي لإثبات تقنيتهم. قال نيومان: «النص كان مثالياً لأنه يحتوي على أشكال عديدة ومختلفة.» 
ذكرت مجلة نيو ساينتست أن «الجمهور العلمي كان مفتونًا». كان فاينمان قد «أزال الفكرة من عقله» بدون «ملاحظات مسبقة». لم تكن هناك نسخ متاحة من الخطاب. أحضر «معجب بعيد النظر» مسجلاً وشريطًا مكتوبًا محرّرًا، بدون نكات فاينمان، إعد للنشر بواسطة معهد كاليفورنيا للتكنولوجيا. في فبراير 1960، نشرت الهندسة والعلوم في معهد كاليفورنيا للتكنولوجيا الخطاب. بالإضافة إلى المقتطفات في The New Scientist ، طُبعت نسخ في The Saturday Review and Popular Science . أعلنت الصحف عن فوز التحدي الأول.  تضمنت المحاضرة الفصل الأخير من كتاب التصغير عام 1961.

## تأثيرات
اتخذ K. Eric Drexler لاحقًا مفهوم فاينمان لمليار مصنع صغير وأضاف فكرة أنه يمكنهم عمل المزيد من النسخ من أنفسهم، عن طريق التحكم في الكمبيوتر بدلاً من التحكم من قبل عامل بشري، في كتابه عام 1986 محركات الخلق: The Coming Era of تقنية النانو.
بعد وفاة فاينمان، خلص العلماء الذين يدرسون التطور التاريخي لتقنية النانو إلى أن دوره في تحفيز أبحاث تكنولوجيا النانو لم يتم تقييمه بدرجة عالية من قبل العديد من الأشخاص النشطين في المجال الناشئ في الثمانينيات والتسعينيات. أعاد كريس تومي، عالم الأنثروبولوجيا الثقافية بجامعة ساوث كارولينا، بناء تاريخ نشر وإعادة نشر حديث فاينمان، جنبًا إلى جنب مع سجل الاقتباسات من "Plenty of Room" في الأدبيات العلمية.
في مقال تومي لعام 2008 بعنوان «قراءة فاينمان في تقنية النانو»،  وجد 11 نسخة من منشور «مساحة كافية من الغرفة»، بالإضافة إلى حالتين من حديث وثيق الصلة بقلم فاينمان، «ماكينات متناهية الصغر»،  والتي سماها فاينمان «الكثير من الغرف، إعادة النظر» (نُشر تحت اسم «ماكينات متناهية الصغر»). كما توجد في مراجع تومي شرائط فيديو لتلك المحادثة الثانية. خصصت مجلة Nature Nanotechnology عددًا في عام 2009 لهذا الموضوع. 
وجد تومي أن الإصدارات المنشورة من حديث فاينمان كان لها تأثير ضئيل في العشرين عامًا التي تلت نشرها لأول مرة، كما تم قياسها بالاقتباسات في الأدبيات العلمية، ولم يكن لها تأثير أكبر في العقد الذي أعقب اختراع مجهر المسح النفقي في عام 1981. زاد الاهتمام بـ «مساحة كبيرة» في الأدبيات العلمية بشكل كبير في أوائل التسعينيات. ربما يرجع ذلك إلى أن مصطلح «تقنية النانو» اكتسب اهتمامًا جادًا قبل ذلك الوقت مباشرة، بعد استخدامه من قبل دريكسلر في كتابه عام 1986، محركات الخلق: العصر القادم لتقنية النانو، والذي شيد به فاينمان، وفي مقالة غلاف بعنوان «تقنية النانو»، نشر في وقت لاحق من ذلك العام في مجلة علمية واسعة الانتشار، <i id="mwhQ">OMNI</i>.  إطلق مجلة <i id="mwiw">Nanotechnology</i> في عام 1989 ؛ نُشرت تجربة Eigler-Schweizer الشهيرة، التي تعالج بدقة 35 ذرة زينون، في مجلة Nature في أبريل 1990؛ وكان لدى Science عدد خاص حول تكنولوجيا النانو في نوفمبر 1991. تشير هذه التطورات وغيرها إلى أن إعادة الاكتشاف بأثر رجعي لـ "Plenty of Room" أعطت تقنية النانو تاريخًا معبأً قدم تاريخًا مبكرًا لشهر ديسمبر 1959، بالإضافة إلى اتصال بـ Richard Feynman.
يتضمن تحليل تومي أيضًا تعليقات من علماء في تقنية النانو قالوا إن «مساحة كبيرة» لم تؤثر على عملهم المبكر، ومعظمهم لم يقرؤوه حتى تاريخ لاحق.
ساعدت مكانة فاينمان كحائز على جائزة نوبل وشخصية مهمة في علوم القرن العشرين على دعاة تكنولوجيا النانو. قدمت رابطًا فكريًا قيمًا للماضي. وبشكل أكثر تحديدًا، لعبت مكانته ومفهومه عن التصنيع الدقيق ذريًا دورًا في تأمين التمويل لأبحاث تكنولوجيا النانو كما يتضح من خطاب الرئيس كلينتون في يناير 2000 الداعي إلى برنامج فيدرالي:
«تدعم ميزانيتي مبادرة وطنية كبرى جديدة لتقنية النانو، بقيمة 500 مليون دولار. معهد كاليفورنيا للتكنولوجيا ليس غريباً على فكرة تقنية النانو، وهي القدرة على معالجة المادة على المستوى الذري والجزيئي. منذ أكثر من 40 عامًا، سأل ريتشارد فاينمان من معهد كاليفورنيا للتكنولوجيا، «ماذا سيحدث إذا تمكنا من ترتيب الذرات واحدة تلو الأخرى بالطريقة التي نريدها؟»
دعا إصدار قانون البحث والتطوير في مجال تقنية النانو الذي أقره مجلس النواب في مايو 2003 إلى دراسة الجدوى الفنية للتصنيع الجزيئي، ولكن إزيلت هذه الدراسة لحماية تمويل الأبحاث الأقل إثارة للجدل قبل أن تمرر من قبل مجلس الشيوخ وتوقيعها. قانون الرئيس جورج دبليو بوش في 3 ديسمبر 2003.
في عام 2016، أبلغت مجموعة من الباحثين من TU Delft و INL عن تخزين فقرة من حديث فاينمان باستخدام رمز ثنائي حيث تم عمل كل جزء من خلال شاغر ذري واحد. باستخدام مجهر المسح النفقي لمعالجة آلاف الذرات، صاغ الباحثون النص:
لكنني لست خائفا من التفكير في السؤال الأخير حول ما إذا كان في النهاية - في المستقبل العظيم - يمكننا ترتيب الذرات بالطريقة التي نريدها؛ الذرات ذاتها، على طول الطريق! ماذا سيحدث إذا تمكنا من ترتيب الذرات واحدة تلو الأخرى بالطريقة التي نريدها (في حدود المعقول، بالطبع، لا يمكنك وضعها بحيث تكون غير مستقرة كيميائيًا، على سبيل المثال). حتى الآن، كنا نكتفي بالحفر في الأرض للعثور على المعادن. فنقوم بتسخينها ونفعل الأشياء بها على نطاق واسع، ونأمل في الحصول على مادة نقية بها الكثير من النجاسة، وهكذا. لكن يجب علينا دائمًا قبول بعض الترتيبات الذرية التي تعطينا إياها الطبيعة. ليس لدينا أي شيء، على سبيل المثال، بترتيب «رقعة الشطرنج»، مع ذرات الشوائب مرتبة بدقة على مسافة 1000 أنجستروم، أو في نمط معين آخر.
يستخدم هذا النص 1 كيلوبايت بالضبط، أي 8192 بت، مكونة من ذرة واحدة لكل منها، مما يشكل بذلك أول كيلوبايت ذري، بكثافة تخزين أكبر 500 مرة من الأساليب الحديثة.  النص المطلوب «لترتيب الذرات بالطريقة التي نريدها» في نمط رقعة الشطرنج. تمت تغطية هذا التكريم الذاتي المرجعي لرؤية فاينمان من قبل المجلات العلمية   ووسائل الإعلام الرئيسية. 

## منتجات ثانوية خيالية
- في قصة قصيرة بعنوان «شجرة الزمن» نشرت عام 1964، استخدم دامون نايت فكرة الحاجز الذي يجب أن يتكون من ذرة (حاجز زمني، في القصة).

## أنظر أيضا
- جائزة فورسايت نانوتيك معهد فاينمان
- قانون مور
- نانوكار

1. ↑  Drexler، Eric. "There's Plenty of Room at the Bottom". مؤرشف من الأصل في 2016-12-26. اطلع عليه بتاريخ 2011-12-29.
2. ↑  Colin Milburn. Nanovision: Engineering the Future. Duke University Press, 2008. (ردمك 0-8223-4265-0)
3. ↑  Ed Regis. Nano. Bantam, 1997. (ردمك 0-553-50476-2)
4. ↑  "Crystal structure of the ribosome at 5.5 A resolution". Science. ج. 292 ع. 5518: 883–96. مايو 2001. Bibcode:2001Sci...292..883Y. DOI:10.1126/science.1060089. PMID:11283358. مؤرشف من الأصل في 2022-03-04. اطلع عليه بتاريخ 2019-12-02.
5. ↑  Xu, Q, et al., Statistical Analysis of Interface Similarity in Crystals of Homologous Proteins, J. Mol. Biol. (2008) 381: 487–507
6. ↑  The Pleasure of Finding Things Out, Chapter 5: There's Plenty of Room at The Bottom, edited by Michele Feynman and Carl Feynman, p.130, Basic Books, 1999
7. ↑  Paschotta، Rüdiger. "Tutorial on Fiber Amplifiers". RP Photonics. مؤرشف من الأصل في 2013-10-17. اطلع عليه بتاريخ 2013-10-10.
8. ↑  Koezuka, H.; Tsumura, A.; Ando, T. (1987). "Field-effect transistor with polythiophene thin film". Synthetic Metals. 18: 699–704. doi:10.1016/0379-6779(87)90964-7.
9. ↑  Never Lose Your Nerve!, Alan J. Heeger, World Scientific, 2016, p.167
10. ↑  "The World's Smallest Motor" (PDF). Engineering and Science. ديسمبر 1960. ص. 19. مؤرشف (PDF) من الأصل في 2018-07-23. اطلع عليه بتاريخ 2018-07-22.
11. ↑  "Small Wonder". The Los Angeles Times from Los Angeles, California on Newspapers.com (بالإنجليزية). 30 Jul 1986. p. 26. Archived from the original on 2018-07-23. Retrieved 2018-07-23.
12. ↑  Feynman، Richard Phillips؛ Sykes، Christopher (1995). No Ordinary Genius: The Illustrated Richard Feynman]. W. W. Norton & Company. ص. 175. ISBN:9780393313932. مؤرشف من الأصل في 2021-12-13. اطلع عليه بتاريخ 2016-04-04.
13. ↑  Gribbin، John (1997). Richard Feynman: A Life in Science. Dutton. ص. 170. ISBN:9780525941248. مؤرشف من الأصل في 2021-03-08.
14. ↑  "Tiny Tale Gets Grand" (PDF). Engineering & Science. يناير 1986. ص. 24–26. مؤرشف (PDF) من الأصل في 2018-07-24. اطلع عليه بتاريخ 2018-07-23.
15. ↑  Lear، John (21 يوليو 1960). "A staggering small world". The New Scientist. ص. 220. مؤرشف من الأصل في 2022-03-04. اطلع عليه بتاريخ 2018-07-22.
16. ↑  "Midget Motor Wins $1,000 Prize for Engineer". The Times from San Mateo, California on Newspapers.com (بالإنجليزية). 30 Nov 1960. p. 25. Archived from the original on 2018-07-23. Retrieved 2018-07-23.
17. ↑  "World's Smallest Motor". The Pocono Record from Stroudsburg, Pennsylvania on Newspapers.com (بالإنجليزية). 12 Jan 1961. p. 27. Archived from the original on 2018-07-24. Retrieved 2018-07-23.
18. ↑  Stepney، Susan. "Book reviews Miniaturization. 1961". University of York. مؤرشف من الأصل في 2019-12-28. اطلع عليه بتاريخ 2019-12-28.
19. ↑  Toumey، Chris. "Apostolic Succession" (PDF). Engineering & Science. ج. 1 ع. 2005: 16–23. مؤرشف (PDF) من الأصل في 2019-03-01.
20. ↑  Toumey، Chris (2008). "Reading Feynman into Nanotechnology: A Text for a New Science" (PDF). Techné. ج. 13 ع. 3: 133–168. مؤرشف (PDF) من الأصل في 2018-05-22. اطلع عليه بتاريخ 2019-03-01.
21. ↑  Feynman، R. (مارس 1993). "Infinitesimal machinery" (PDF). Journal of Microelectromechanical Systems. ج. 2 ع. 1: 4–14. DOI:10.1109/84.232589. مؤرشف (PDF) من الأصل في 2019-01-27.
22. ↑  "'Plenty of room' revisited" (PDF). Nature Nanotechnology. ج. 4 ع. 12: 781. ديسمبر 2009. Bibcode:2009NatNa...4..781.. DOI:10.1038/nnano.2009.356. PMID:19966817. مؤرشف (PDF) من الأصل في 2021-12-13. اطلع عليه بتاريخ 2019-03-01.
23. ↑  "Plenty of room revisited - Focus Issue". Nature Nanotechnology. ج. 4 ع. 12. ديسمبر 2009. مؤرشف من الأصل في 2021-12-14. اطلع عليه بتاريخ 2019-03-01.
24. ↑  Hapgood، Fred (نوفمبر 1986). ""Nanotechnology" / "Tinytech"". Omni: 56.
25. ↑  Drexler، Eric (15 ديسمبر 2009). "The promise that launched the field of nanotechnology". Metamodern: The Trajectory of Technology. مؤرشف من الأصل في 2011-07-14. اطلع عليه بتاريخ 2011-05-13.
26. ↑  Colin Milburn. Nanovision: Engineering the Future. Duke University Press, 2008. (ردمك 0-8223-4265-0)النظام القياسي الدولي لترقيم الكتب 0-8223-4265-0
27. ↑  Regis، Ed (أكتوبر 2004). "The Incredible Shrinking Man". Wired. مؤرشف من الأصل في 2016-03-04. اطلع عليه بتاريخ 2015-05-16.
28. ↑  Kalff, F. E.; Rebergen, M. P.; Fahrenfort, E.; Girovsky, J.; Toskovic, R.; Lado, J. L.; Fernández-Rossier, J.; Otte, A. F. (Nov 2016). "A kilobyte rewritable atomic memory". Nature Nanotechnology (بالإنجليزية). 11 (11): 926–929. arXiv:1604.02265. Bibcode:2016NatNa..11..926K. DOI:10.1038/nnano.2016.131. ISSN:1748-3395. PMID:27428273. Archived from the original on 2020-12-16. Retrieved 2020-07-11.
29. ↑  Kalff, F. E.; Rebergen, M. P.; Fahrenfort, E.; Girovsky, J.; Toskovic, R.; Lado, J. L.; Fernández-Rossier, J.; Otte, A. F. (Nov 2016). "A kilobyte rewritable atomic memory". Nature Nanotechnology (بالإنجليزية). 11 (11): 926–929. arXiv:1604.02265. Bibcode:2016NatNa..11..926K. DOI:10.1038/nnano.2016.131. ISSN:1748-3395. PMID:27428273. Archived from the original on 2020-12-16. Retrieved 2020-07-11.Kalff, F. E.; Rebergen, M. P.; Fahrenfort, E.; Girovsky, J.; Toskovic, R.; Lado, J. L.; Fernández-Rossier, J.; Otte, A. F. (November 2016). "A kilobyte rewritable atomic memory". Nature Nanotechnology. 11 (11): 926–929. arXiv:1604.02265. Bibcode:2016NatNa..11..926K. doi:10.1038/nnano.2016.131. ISSN 1748-3395. PMID 27428273. S2CID 37998209. Archived from the original on 2020-12-16. Retrieved 2020-07-11.
30. ↑  Corneliussen, Steven T. Corneliussen Steven T. (29 Jul 2016). "News publications place "A kilobyte rewritable atomic memory" within physics history". Physics Today (بالإنجليزية). DOI:10.1063/PT.5.8182.
31. ↑  Service, Robert F. (18 Jul 2016). "Scientists make single-atom memory from copper and chlorine". Science | AAAS (بالإنجليزية). Archived from the original on 2020-07-11. Retrieved 2020-07-11.
32. ↑  "Atoms and the voids". The Economist. ISSN:0013-0613. مؤرشف من الأصل في 2020-07-11. اطلع عليه بتاريخ 2020-07-11.
33. ↑  Hernandez, Daniela (18 Jul 2016). "Tiny Hard Drive Uses Single Atoms to Store Data". Wall Street Journal (بالإنجليزية الأمريكية). ISSN:0099-9660. Archived from the original on 2020-07-12. Retrieved 2020-07-11.

## روابط خارجية
- محاضرة فاينمان الكلاسيكية لعام 1959 «هناك مساحة كبيرة في القاع»
- «هناك مساحة كبيرة في القاع» في فبراير 1960 مجلة الهندسة والعلوم Caltech

قالب:Richard Feynman